# Gaston Méry (explorateur)
Pour les articles homonymes, voir Gaston Méry et Méry.
Gaston Méry (Dely Ibrahim, Algérie, 2 avril 1844 - Kayes, Mali, 18 octobre 1896) est un explorateur français.

## Biographie
Sous-officier aux tirailleurs indigènes, Georges Rolland et la Société du chemin de fer Biskra-Ouargla le charge en 1892 d'une mission chez les Azdjer dans le Sahara. Il part alors d'El Oued et, par Aïn Taïba, atteint El Biodh mais ses guides refusent de l'accompagner chez les Touareg et l'abandonnent. Il revient alors à Aïn Taïba où il rencontre Fernand Foureau, puis El Oued. 
En 1893, il tente de nouveau une expédition chez les Azdjer pour en obtenir le libre passage des caravanes. En passant par Igharghar, il arrive à Timassinin et rencontre enfin des chefs Azdjer près du lac Menghough. 
Repartit en octobre 1893 avec Bernard d'Attanoux, Albert Bonnel de Mézières et les Pères Blancs Hacquart et Ménoret, il se brouille avec ses compagnons et laisse la direction de l'expédition à d'Attanoux. 
Fondateur de plusieurs comptoirs commerciaux à Tombouctou dont une autrucherie, il y meurt en 1897.

## Travaux
- Une mission chez les Touareg Azdjer, 1893